# Kayrak, Gülnar
Kayrak là một xã thuộc huyện Gülnar, tỉnh Mersin, Thổ Nhĩ Kỳ. Dân số thời điểm năm 2011 là 713 người.